# Scalidophora
Scalidophora (лат.) — клада циклонейралиевых. Включает современных приапулид, киноринх и лорицифер, а также многие вымершие формы. В теле Scalidophora выделяют три отдела: интроверт («хобот»), шейный отдел и туловище. Название дано по наличию на интроверте особых придатков — скалид. Из современной фауны Scalidophora науке известно около 300 видов. Ранее представителей этой группы объединяли с волосатиками в тип головохоботных червей (Cephalorhyncha).

## Внешнее строение
Современные взрослые Scalidophora имеют длину от 200 микрон до 39 см (самый длинный вид — приапулида Halicryptus higginsi).
Базовым типом симметрии является билатеральность, но во внешнем облике (и внутреннем строении) помимо неё сочетаются различные типы радиальной симметрии. Как и у всех циклонейралиевых, тело Scalidophora покрыто кутикулой и лишено конечностей. Оно подразделяется на несколько более или менее выраженных отделов: головной (интроверт), шейный, туловищный (занимающий половину длины тела и более) и у некоторых форм — хвостовой.

### Форма тела
Тело представителей Scalidophora разнообразно по форме. Выделяют следующие варианты:
- червеобразные († Palaeoscolecida);
- мешковидные формы (современные приапулиды, † Corynetis и большинство других кембрийских форм);
- гантелевидные формы с лорикой (личинки современных приапулид, лорициферы и несколько вымерших групп);
- трубковидные, сужающиеся к заднему концу († Selkirkia);
- сигарообразные формы (киноринхи)[11].

### Интроверт
Интроверт, или хобот, — передняя часть тела, функционально и морфологически голова представителей Scalidophora (и некоторых других циклонейралиевых), у современных Scalidophora способная вворачиваться внутрь тела и несущая центральный орган нервной системы.
Передняя часть интроверта представлена ротовым конусом или у крупных приапулид — менее вытянутым околоротовым полем. Ротовой конус у части форм может вворачиваться или втягиваться внутрь тела, другие этой способности лишены. В вывернутом состоянии ротовой конус выносит вперед рот и вооружение переднего отдела глотки. Соответственно, ротовой конус делят на зону до глоточного вооружения и зону, несущую передние круги глоточного вооружения. На первой из них могут располагаться нерегулярно расположенные мелкие скалиды (см. ниже) и другие органы чувств. Глоточное вооружение представлено видимыми снаружи и (у приапулид) уходящими вглубь глотки зубами, стилетами и/или зубчиками. Они располагаются в шахматном порядке, кругами по 5 или 10 элементов, образую строгую пятилучевую симметрию. У карликовой приапулиды Meiopriapulus, однако, как глоточное вооружение, так и придатки центральной части интроверта подчинены восьмилучевой симметрии.

Схема строения тела Scalidophora:
ca — хвостовые придатки;
cg — хвостовой «ганглий»;
gn — гонада;
gt — кишка;
in — центральная часть интроверта;
ir — ретракторы интроверта;
mc — ротовой конус;
ng — шейный «ганглий»;
nk — шейный отдел;
os — вооружение ротового конуса;
pn — скопления протонефридиев (правая часть: вариант киноринх; левая: Vinctiplicata);
rb — кольцевой мозг;
sc — скалиды;
tk — туловище;
vn — брюшной нервный ствол

Центральная часть интроверта несет сенсорно-локомоторные придатки — скалиды, которые, вероятно, гомологичны элементам глоточного вооружения. Скалиды имеют разнообразную форму: от простых папилл † Fieldia и † Ancalagon (присутствующих и на туловище) до сложных по строению членистых скалид киноринх и лорицифер. Принципиальным отличием скалид Scalidophora от сходных образований на интроверте личинок волосатиков является их внутреннее строение. У Scalidophora в эти структуры заходят нервные и железистые клетки. Шипы личинок волосатиков представляют собой лишь выросты кутикулы.
Скалиды центральной части интроверта у современных представителей группы и ряда вымерших форм организованы в концентрические круги и в общем случае образуют продольные ряды. Число кругов у взрослых Scalidophora составляет от пяти у некоторых киноринх до нескольких десятков у крупных приапулид. В каждом круге у киноринх и лорицифер находится кратное пяти число скалид, но возможны и модификации этой схемы. Скалиды большинства взрослых приапулид организованы в круги по 8 и 9, причем в целом образуется 25 продольных рядов (кроме Meiopriapulus). Этим они отличаются от киноринх и лорицифер, скалиды которых могут образовывать более сложные комбинации, имеющие, тем не менее, черты пятилучевой симметрии. Скалид первого круга у лорицифер и современных приапулид 8, и они задают собственную, восьмилучевую симметрию, не совпадающую с общей пятилучевой симметрией интроверта. В отличие от них у вымерших приапулид † Ottoia и † Selkirkia (и, возможно, некоторых других вымерших форм), а также у киноринх скалиды первого круга подчиняются общей пятилучевой симметрии. Закономерное расположение скалид показано также для многих вымерших Scalidophora. Однако, по крайней мере, у † Fieldia и † Ancalagon скалиды, вероятно, располагались на интроверте неупорядоченно.

### Шейный отдел
За интровертом располагается более или менее выраженная шейная область. У киноринх и личинок лорицифер и приапулид шейная область формирует замыкательный аппарат, закрывающий ввернутый интроверт. Наиболее сложно устроенной является шейная область личинок лорицифер, которая подразделяется на несколько подотделов. Тем не менее, у взрослых лорицифер, приапулид и большинства вымерших Scalidophora этот отдел очень узкий или не выражен.

### Туловище
За шейной зоной следует туловище, которое у большинства групп Scalidophora несегментировано: лишь у киноринх оно подразделяется на 11 сегментов — зонитов. Туловищный отдел либо одет в кутикулярный панцирь, состоящий из продольных (составляющих лорику «гантелевидных» форм) или поперечных (зониты киноринх) склеритов, либо, напротив, лишено панциря, как у мешковидных и червеобразных форм. У беспанцирных Scalidophora часто на туловище присутствуют характерные кольца — аннулы. Проявление аннул (по крайней мере, у современных приапулид) не имеет отношения к сегментации, а связано с характером расположения кольцевой мускулатуры. Аннулы червей Palaeoscolecida несли характерные правильные ряды мелких склеритов.
У многих приапулид и некоторых кембрийских Scalidophora задняя часть туловища лишена аннул и образует хорошо отграниченную преданальную зону. На туловище расположены разнообразные органы чувств в виде папилл, шипиков, щетинок и специфических органов Scalidophora — флоскулей и тубулей. Некоторые щетинки, шипы и крючья (иногда организованные в круг) могут выполнять роль локомоторных органов и органов заякоривания в грунте или жилой трубке.
Анус расположен на конце тела или на брюшной стороне. Рядом с ним на конце тела, как правило, располагаются разнообразные, обычно парные отростки тела:
- Парные шипы приапулид рода Halicryptus и, возможно, сходные образования у † Palaeoscolecida[17][32];
- Выросты стенки тела в виде мешковидных парных или непарных отростков, несущих обычно гроздья вздутий, — у приапулид семейства Priapulidae и близких вымерших форм. Функциональная роль этих выростов неясна[17][36].
- Хвостовой отдел карликовых приапулид рода Tubiluchus[6][29]. Это длинный непарный круглый в сечении отросток тела, перед которым на брюшной стороне расположен анус, и в который заходит полость тела. Его длина может превышать длину остального тела в три раза. С помощью хвоста эти мелкие приапулиды заякориваются в грунте.
- Длинные придатки личинок лорицифер — т. н. «пальцы» (toes), имеющие иногда собственную мускулатуру. По крайней мере, у части видов они играют роль органов прикрепления к песчинкам[14][22].
- Длинные парные концевые шипы киноринх (иногда имеется ещё один непарный шип)[23].

## Внутреннее строение
Стенка тела Scalidophora состоит из трёхслойной хитиновой кутикулы, подстилающего её эпителия (гиподерма), базальной пластинки и (когда присутствуют) слоев мышц. Мышечные клетки Scalidophora косо-исчерченные или поперечно-полосатые. У приапулид имеется два более или менее выраженных слоя мышц — кольцевая и лежащая под ней продольная мускулатура. У лорицифер Pliciloricidae эти слои представлены отдельными мышечными тяжами. Лорициферы Nanaloricidae и киноринхи характеризуются наличием в туловище только дифференцированной дорзо-вентральной и иногда диагональной мускулатуры. Кроме того, в теле всех Scalidophora проходят отдельные мышцы-ретракторы, отвечающие за вворачивание интроверта.
Пространство между внутренними органами представляет собой первичную полость тела, то есть полость, лишенную собственной клеточной выстилки. Тем не менее, у Meiopriapulus были обнаружены вторичные полости в виде нескольких изолированных камер с клеточной выстилкой в ротовом конусе. Полостная жидкость играет основную роль при выворачивании интроверта. Кроме того, она осуществляет распределительную функцию и содержит разнообразные клетки, роль которых до конца неясна. Специальных органов дыхания нет: газообмен происходит по всей поверхности тела, и кислород разносится дыхательным пигментом полостной жидкости.
Пищеварительная система сквозная. Имеется глотка, пищевод, средняя кишка и задняя кишка с анальным отверстием. У некоторых форм в средней кишке выделяют т. н. политиридиум — мускулистую камеру, служащую для перетирания проглоченной пищи. У современных форм пищеварительная система (при вывернутом интроверте) представляет собой более или менее прямой канал без ответвлений.
Выделительная система протонефридиального типа. Выводные протоки протонефридиев соединены с протоками гонад, образуя т. н. урогенитальные органы (у приапулид и лорицифер), или открываются независимо (у киноринх). Гонады парные, окружены более или менее выраженным слоем эпителиальных клеток, или этот эпителий отсутствует.
Центральная нервная система представлена окологлоточным нервным кольцом, расположенным в основании ротового конуса, и отходящего от него брюшного нервного ствола. Нервное кольцо представляет собой единый ганглий с локальными утолщениями (концентрация тел нейронов), иногда эти утолщения обособляются в независимые ганглии. Брюшной нервный ствол залегает в слое гиподермы и так же может образовывать на своём протяжении утолщения — в шейной и преданальной областях, а у киноринх помимо них — в каждом зоните. У мелких форм эти утолщения структурно являются ганглиями. Помимо брюшного ствола от нервного кольца отходят продольные нервы, соединённые друг с другом комиссурами.

## Локомоция
Основным органом передвижения представителей Scalidophora является интроверт. С помощью мышц-ретракторов он вворачивается внутрь тела, а затем выворачивается путём перекачивания полостной жидкости — наподобие пальца перчатки. Скалиды при выворачивании цепляются за субстрат, и тело животного проталкивается вперед

## Размножение и развитие
Почти все современные Scalidophora раздельнополы. Среди лорицифер, кроме того, распространён партеногенез и очень редко — гермафродитизм. У крупных приапулид осеменение наружное, у всех мелких Scalidophora — внутреннее или сперматофорное. Спермии соответственно примитивного или модифицированного типов.
Самки киноринх и самки лорицифер обоеполого поколения, как и многие другие жители интерстициали, образуют единичные крупные ооциты.

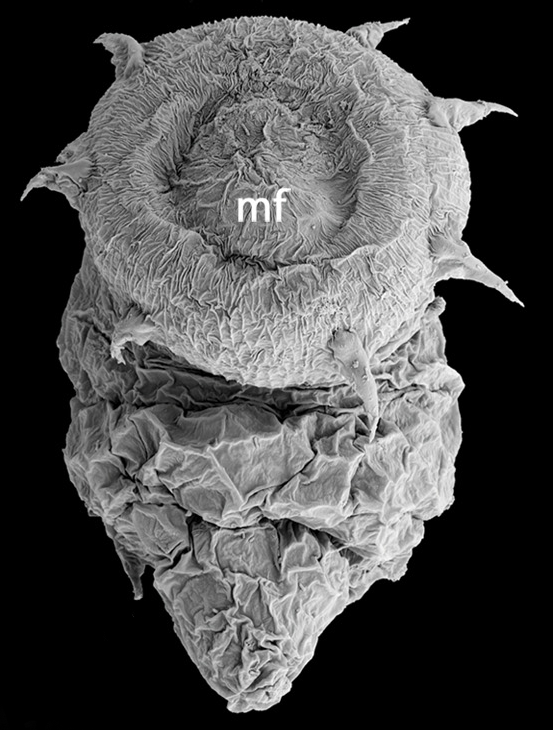
Личинка макробентосной приапулиды Halicryptus spinulosus, вышедшая из яйца. mf — околоротовое поле (безо рта)

Эмбриональное развитие более или менее детально известно только для одного вида приапулид и одного вида киноринх. Кроме того, фрагментарные сведения имеются по развитию лорицифер и вымершей кембрийской †Markuelia. Имеющиеся данные показывают крайнее разнообразие путей индивидуального развития Scalidophora. Пожалуй, единственными общими чертами пока можно признать лишь богатые желтком яйца и полное дробление.
Из яйца лорицифер выходит т. н. Хиггинсова личинка, во многом отличная от взрослой формы, но также обладающая лорикой. Киноринхи лишены личинок, но из яйца выходит особь без двух последних зонитов и с меньшим числом кругов скалид. У всех современных приапулид, кроме Meiopriapulus, имеются личинки, отличающиеся от взрослых особей наличием лорики, протяжённым шейным отделом, длинным ротовым конусом и меньшим числом скалид. Тем не менее, по крайней мере, у крупных приапулид лорикатной личинке предшествует стадия, лишённая лорики (а также рта). Уникальная приапулида Meiopriapulus выделяется отсутствием лорикатной личинки. Лорики также лишены были ранние стадии развития кембрийской † Markuelia.
Рост осуществляется путём линек. Число линек для киноринх и, возможно, лорицифер строго определённое и небольшое, и половозрелые особи не линяют. Число линек в течение долгого развития приапулид очень велико, и взрослые черви не перестают линять.
Жизненный цикл киноринх, приапулид и некоторых лорицифер простой. У многих лорицифер жизненный цикл сложный, многостадийный: имеются партеногенетическая и раздельнополая фазы цикла, сопряжённые общей стадией — личинкой.

## Образ жизни
Все Scalidophora — жители морских грунтов. Крупные приапулиды являются хищниками и ведут роющий образ жизни. Мелкая полусидячая приапулида Maccabeus является сестонофагом. Другие мелкие Scalidophora (карликовые приапулиды Meiopriapulus и Tubiluchus, личинки всех приапулид, лорициферы, киноринхи) живут в интерстициали или в заиленных грунтах. Карликовые приапулиды и киноринхи питаются детритом и мелкими водорослями. Лорициферы же — вероятно, хищники или эктопаразиты.
Среди вымерших форм практически неизвестны интерстициальные и мейобентосные формы, кроме, возможно, личинок Orstenoloricus. Обнаруженные взрослые экземпляры вымерших Scalidophora жили в толще грунта, некоторые строили трубки и вели сидячий или полусидячий образ жизни охотников-засадчиков. Часть видов, возможно, обитала на поверхности грунта.

## Родственные связи с другими животными
До появления в литературе концепции группы Scalidophora была предложена гипотеза о монофилии приапулид, лорицифер, киноринх и волосатиков — концепция Cephalorhyncha или головохоботных червей. Тем не менее, позднее было признано, что сходство волосатиков с приапулидами, лорициферами и киноринхами, видимо, основано на плезиоморфиях. С другой стороны, многочисленные признаки сходства волосатиков и другой группы червей — нематод — были признаны синапоморфными, что было формализовано в виде гипотезы монофилетической группы Nematoida. В этих морфологических работах также предполагались сестринские отношения между Scalidophora и Nematoida (вместе — клада Cycloneuralia), то есть группа Cephalorhyncha в исходном её понимании оказывалась парафилетической по отношению к нематодам.
С появлением кладограмм на основе молекулярно-генетических признаков было установлено, что входящие в состав циклонейралий группы кластеризуются с другими линяющими животными (см. Ecdysozoa). Сестринские отношения Nematoida и Scalidophora по этим данным пока не подтвердились. Тем не менее, обе группы по отдельности оказываются монофилетическими. В частности, по этим признакам приапулиды и киноринхи составляют единую кладу. Однако недавно появившиеся нуклеотидные последовательности лорицифер не позволили установить их родство с киноринхами и приапулидами. Эти результаты (и, в частности, сестринские отношения волосатиков и лорицифер) рассматриваются как вероятный артефакт.
В целом по молекулярно-генетическим данным Scalidophora (представленные приапулидами и киноринхами) оказываются отходящими близко от основания древа линяющих животных. Во многих работах они оказываются наиболее рано отделившейся группой в пределах Ecdysozoa, однако сомнения относительно взаимосвязей монофилетических групп Nematoida, Scalidophora и Panarthropoda остаются.
На суммарных схемах, как правило, монофилия Scalidophora не подвергается сомнению, а их филогенетические связи с Nematoida и Panarthropoda оставляются неразрешёнными.

## Ископаемые Scalidophora
Scalidophora хорошо известны в геологической летописи, начиная с кембрия. К этому времени относится большинство ископаемых Scalidophora. В кембрии существовала богатая фауна этих червей, составлявших одну из доминантных групп животных. Тогда же, вероятно, уже произошло расхождение основных стволов Scalidophora. Хотя лорициферы и киноринхи неизвестны в ископаемом состоянии, в кембрии уже существовали приапулиды, относимые к современному семейству Priapulidae.
Наибольшего числа видов достигала группа † Palaeoscolecida, также известная с раннего кембрия.

## Филогения
Как уже указывалось, монофилия Scalidophora не вызывает сомнений ввиду множества явных апоморфий. Однако по молекулярным данным «своего» места не нашли лорициферы, а также аберрантная приапулида Meiopriapulus.
На основании ряда признаков (наличие лорики, урогенитальные органы) была предложена гипотеза о сестринских отношениях приапулид и лорицифер (клада Vinctiplicata), противопоставленных киноринхам. Реже предполагается близкое родство лорицифер и киноринх или киноринх и приапулид.
Монофилия лорицифер и монофилия киноринх подтверждается как морфологическими, так и молекулярными признаками.
Современные приапулиды по этим данным также представляют монофилетическую группу (кроме, возможно, Meiopriapulus). Однако филогенетические связи современных и вымерших Scalidophora (большинство из которых формально относят к приапулидам) остаются малопонятными, хотя известно несколько попыток подхода к этому вопросу. Так, например, предполагается, что кембрийские формы с лорикой принадлежат кладе Vinctiplicata. Некоторые вымершие формы даже имеют прямое родство с современными Priapulidae. Предполагается, что наиболее рано отделившимися представителями Scalidophora являются † Markuelia, † Fieldia и † Ancalogon.

## Система и разнообразие
Здесь представлена система современных и вымерших Scalidophora на основе следующих источников:.
Большинство вымерших групп неясных систематических связей (включая Palaeoscolecida) в том или ином составе в литературе часто именуется «приапулидами» (напр.). Тем не менее, здесь эти группы в состав приапулид не включены в связи с неясностью их связей с остальными Scalidophora. Вымершие рода, относимые к Scalidophora с сомнением (Gantoucunia, Lagenula, Oligonodus, Sandaokania) и исключенные из их состава (Archotuba, Xishania), в список не вошли.
В расчёт чисел родов и видов включены только поименованные таксоны.
Scalidophora Lemburg, 1995
- Vinctiplicata Lemburg, 1999

Приапулиды в узком смысле — Priapulida Delage et Hérouard, 1897
Eupriapulida Lemburg, 1999: 9 родов (4 вымерших), 14 видов (4 вымерших)
Meiopriapulus: 1 вид
Tubiluchus: 7 видов
Лорициферы — Loricifera Kristensen, 1983 (отряд Nanaloricida)
Nanaloricidae (семейство): 5 родов, 9 видов
Pliciloricidae (семейство): 3 рода, 19 видов
Urnaloricus (семейство Urnaloricidae): 1 вид
† Orstenoloricus: 1 вид
† Palaeopriapulites: 1 вид
† Sicyophorus: 1 вид
† Sirilorica: 1 вид
- Киноринхи — Kinorhyncha Reinhard, 1881

Cyclorhagida (отряд)
Cateria (подотряд Cryptorhagae, семейство Cateriidae): 2 вида
Conchorhagae (подотряд) (семейство Semnoderidae): 2 рода, 4 вида
Cyclorhagae (подотряд): 9 родов, 91 вид
Protorhagae (подотряд): 2 рода, 7 видов
Homalorhagida (отряд) (подотряд Homalorhagae)
Neocentrophyidae (семейство): 2 рода, 3 вида
Pycnophyidae (семейство): 2 рода, 62 вида
- Вымершие группы неясных систематических связей

† Palaeoscolecida Conway Morris et Robison, 1986
Cricocosmiidae (семейство): 3 рода, 6 видов
Juninscolex (incertae sedis): 1 вид
Maotianshania (семейство Maotianshaniidae): 1 вид
Palaeoscolecidae (семейство): 20 родов, ок. 60 видов
Plasmuscolecidae (семейство): 2 рода, 2 вида
Tylotites (семейство Tylotitidae): 1 вид
† Acosmia: 1 вид
† Ancalagon (семейство Ancalagonidae): 1 вид
† Anningvermis (семейство «Anningiidae»): 1 вид
† Archaeogolfingia: 1 вид
† Corynetis (семейство Corynetidae): 1 вид
† Fieldia (семейство Fieldiidae): 1 вид
† Laojieella (семейство Laojieellidae): 1 вид
† Lecythioscopa: 1 вид
† Louisella (семейство Miscoiidae): 1 вид
† Markuelia: 3 вида
† Omnidens: 1 вид
† Ottoia (семейство Ottoiidae): 1 вид
† Scolecofurca: 1 вид
† Selkirkia (семейство Selkirkiidae): 4 вида